# 代赫穆尼區

35°24′59.6″N 1°28′32″E / 35.416556°N 1.47556°E
代赫穆尼區（阿拉伯语：‎），是阿爾及利亞的行政區，位於該國北部，由提亞雷特省負責管轄，首府設於代赫穆尼，面積316平方公里，2008年人口35,402，人口密度每平方公里112人。